# Armoire de Condé-Sainte-Libiaire
L'Armoire de Condé-Sainte-Libiaire, appelée aussi Grosse Borne des Gallots, est un menhir situé sur la commune de Coupvray dans le département de Seine-et-Marne.

## Description
Le menhir est constitué d'une dalle en meulière de Brie de 1,30 m de hauteur pour une largeur à la base de 1,80 m et une épaisseur maximale de 0,80 m. Il a longtemps servi de borne communale.

## Folklore
Selon la légende, une domestique, dont les maîtres habitaient Condé-Sainte-Libiaire, après les avoir volé aurait caché son butin au pied de la pierre, de là viendrait son nom. Une pièce de monnaie ancienne fut d'ailleurs trouvée par M. Fouillot cachée dans une anfractuosité de la pierre.